# Estádio Nacional Benjamin Mkapa
O Estádio Nacional Benjamin Mkapa (em inglês: Benjamin Mkapa National Stadium) é um estádio multiuso localizado na cidade de Dar es Salaam, na Tanzânia. Inaugurado em 1 de setembro de 2007, é o maior estádio do país em termos de capacidade de público, sendo oficialmente a casa onde a Seleção Tanzaniana de Futebol manda suas partidas amistosas e oficiais. Além disso, o Simba Sports Club e o Young Africans, clubes da cidade, também mandam ali seus jogos oficiais por competições nacionais e continentais. Sua capacidade máxima é de 60 000 espectadores.

## Homenagem
Em 28 de julho de 2020, o presidente do país, John Magufuli, decidiu alterar o nome do estádio para a sua atual denominação como forma de render homenagem oficial à Benjamin Mkapa, advogado, diplomata e político tanzaniano que serviu como o 3.º presidente da Tanzânia entre 1995 e 2005, falecido 4 dias antes, aos 81 anos, vítima de infarto fulminante.